# Abalessa
Abalessa es un municipio (baladiyah) de la provincia o valiato de Tamanrasset en Argelia. En abril de 2008 tenía una población censada de 9163 habitantes.
Se encuentra ubicado al sur del país, en el desierto del Sahara, cerca de la carretera Transahariana.